# Torras
Jordi Torras Badosa (ur. 24 września 1980 w Sant Vicenç dels Horts) – hiszpański futsalista, zawodnik z pola, gracz FC Barcelony i reprezentacji Hiszpanii.

## Sukcesy

### Klubowe
- UEFA Futsal Cup (3): 2009, 2012, 2014
- Mistrz Hiszpanii (4): 2007/2008, 2010/2011, 2011/2012, 2012/2013
- Puchar Hiszpanii (4): 2009, 2011, 2012, 2013
- Superpuchar Hiszpanii (3): 2007, 2009, 2013
- Copa del Rey (3): 2011, 2012, 2013

### Reprezentacyjne
- Mistrzostwo Świata: 2004
- Mistrzostwo Europy (4): 2005, 2007, 2010, 2012